# Olimpia Savio
Pour les articles homonymes, voir Savio.
La baronesse Olimpia Savio di Bernsteil (née le 22 juillet 1815 à Turin et morte le 2 novembre 1889 dans la même ville) est une écrivaine et une poétesse italienne.

## Œuvres
- Olimpia Savio, Memorie, a cura di Raffaello Ricci, Milano, Treves 1911.